# (4333) Sinton
(4333) Sinton ist ein Hauptgürtelasteroid, der am 4. September 1983 von Ted Bowell vom Lowell-Observatorium aus entdeckt wurde.
Der Asteroid wurde nach dem US-amerikanischen Astronomen William M. Sinton benannt.